# 东城区史家胡同51、53、55号宅院
39°55′06″N 116°25′11″E / 39.918393°N 116.419697°E
东城区史家胡同51、53、55号宅院，是分别位于北京市东城区史家胡同51、53、55号的三所独立的宅院。1984年1月10日，东城区人民政府将史家胡同51号、史家胡同53号、史家胡同55号分别公布为东城区文物保护单位。2011年6月13日，“东城区史家胡同51、53、55号宅院”作为一个项目被列为北京市文物保护单位。

## 史家胡同51号
史家胡同51号宅院位于史家胡同的中部，是章士钊在中华人民共和国成立后在北京的住宅。章士钊（1882年－1973年）在1949年11月携家由上海迁居北京，起初住在朱启钤私宅的后院。当时，章士钊和第二任夫人、儿子章可、女儿章含之住在一起。1959年，国务院总理周恩来探望时，发现由于章士钊和朱启钤两家人口都较多，居住拥挤，周恩来感到自责，回去后立即报告毛泽东，并指示国务院管理局为章士钊找一处四合院住宅。当时章士钊的第二任夫人选中了史家胡同51号院。1960年，章士钊一家入住该院。
章含之之女洪晃出生在史家胡同51号。1973年5月，恋爱中的乔冠华和章含之在史家胡同51号的传达室里一杯清茶，促膝长谈。1973年，乔冠华与章含之结婚，乔冠华放弃了装修一新的史家胡同55号住宅，迁到史家胡同51号和章含之共同生活，当时章士钊已经逝世。乔冠华逝世后，章含之和女儿洪晃仍然一直住在史家胡同51号。好园宾馆曾借用该院的南半部分。
1992年，中华人民共和国外交部取得了史家胡同51号的房产证。2008年1月，章含之逝世。外交部随即派员到史家胡同51号催促居住在此的洪晃迁走。洪晃同意搬迁，但要求见到外交部的房产证，并且要求外交部赔偿维修费，因为外交部从未对该院进行过维修。双方因为对维修费问题分歧较大，故2009年外交部起诉洪晃，要求洪晃迁出。洪晃同意迁出，但要求外交部支付该院30年的维修费。2011年7月21日，洪晃通过微博透露已将史家胡同51号交还外交部，法院指定评估公司评估得到该院总维修费用80万人民币，由外交部如数偿还。史家胡同51号宅院自此由外交部接管。
2012年，史家胡同51号进行文物修缮工程，但因为在保护范围内超范围施工，而且未按照规定在施工前办理有关手续，2012年7月6日，北京市文物局执法队向史家胡同51号院的施工单位下达了停工令。同时，北京市文物局将两份停工通知书分别发给外交部、北京房地集团有限公司，责令这两个单位接到通知后，“立即停止施工，听候进一步处理”。7月9日，北京市文物局文物监察执法队依法对此次未办理施工许可即进行超范围施工的行为作出处理决定，决定对北京房地集团有限公司行政处罚20万元，责令办理补充相关审批手续。同年8月的报道称，施工单位北京房地集团有限公司已向财政部门缴纳罚金，并且正按要求办理相关审批手续。
该宅院原来是三进四合院，其中第二进院为主院。章士钊认为这座院子太大，所以章士钊一家只住前两进院，将第三进院分出，在北面的内务部街另开辟门。现存的建筑坐北朝南，广亮大门一间，硬山顶，合瓦皮条脊屋面。第一进院的大门西侧有倒座房五间，硬山顶，合瓦皮条脊屋面，北房是三间的过厅，后出廊，硬山顶，筒瓦过垄脊屋面。第二进院有正房三间，前廊后厦，两侧各带耳房一间，东西厢房各三间，都是硬山顶筒瓦过垄脊屋面，抄手游廊连接着各房。院内四角种植着海棠、苹果等树木。正房内的木装修很精美，北面抱厦的隔扇是由两座八方屏门构成，其顶部是一楼阁式书橱，上面带有朝天栏杆，书橱从正房西次间内的一架楼梯上去。正房的室内还设有一槽碧纱橱。

## 史家胡同53号
史家胡同53号宅院位于史家胡同51号西侧。中华人民共和国成立后，史家胡同53号由全国妇联接管，帅孟奇、邓颖超、康克清等领导都曾在此办公。1984年，在史家胡同53号创建了“好园宾馆”，宾馆门楼上的“好园”一名便是邓颖超题写，寓意“女子园”。
华国锋曾在史家胡同53号居住，晚年居住在西黄城根南街9号。
2012年三季度，北京市文物局对史家胡同53号的管理使用单位北京好园宾馆、施工单位广东华侨建筑装饰有限公司违法行为实施行政处罚，分别罚款25万元、30万元。
该宅院是坐北朝南的三进四合院。现存建筑是：居中的大门，已经改为两扇铁门，大门东侧有倒座房三间，大门西侧有倒座房两间。第一进院有正房三间，硬山顶，合瓦过垄脊屋面，两侧各带耳房两间，东侧墙有一扇门可通往史家胡同51号的第一进院。第二进院是一过渡性质的庭院，院内种有花木。第三进院有正房三间，两侧各带耳房两间，东西厢房各三间，南房三间左右各带耳房一间，各房都带有前廊，硬山顶，筒瓦过垄脊屋面，室内采用花砖铺地。现在史家胡同53号宅院已改为好园宾馆。

## 史家胡同55号
史家胡同55号宅院位于史家胡同53号西侧，是坐北朝南的三进四合院，现已被分割成两个部分，南半部即第一、二进院是史家胡同55号，北半部即第三进院是内务部街44号。
现存建筑是：广亮大门一间，硬山顶，合瓦清水脊，门前有一对抱鼓石，门扇带有铜包叶。门内有座一字影壁，影壁上面有砖雕清朝和亲王题诗，右联为：“金尾屏风孔雀闲”，左联为：“红珠斗帐樱桃熟”，中间是一首诗：“桂殿与山连，兰汤涌自然，阴崖含秀色，温谷吐潺湲。绩为能邪暑，功因养正宣，顾立将亿兆，同此世昌延。和亲王书。”影壁东侧是一段廊子，廊子东侧是一座小跨院，跨院内有南房两间。大门西侧有倒座房九间，硬山顶合瓦过垄脊屋面。北面有一殿一卷式垂花门通往第二进院。第二进院有正房五间，东西厢房各三间，东西厢房北面各带耳房两间，都是硬山顶合瓦清水脊屋面。抄手游廊连接着各房，廊子上带倒挂楣子。第三进院（内务部街44号）有正房三间，前面带半圆形月台，东西厢房各三间，东西厢房北端各带一耳房，抄手游廊连接着各房，都是硬山顶合瓦清水脊屋面，并且带有排山沟滴。现在史家胡同55号宅院为外交部宿舍。